# Der Kompass
Der Kompass (A Bússola, em português) foi um jornal com sede na cidade de Curitiba, capital do estado brasileiro do Paraná.
Editado por teuto-brasileiros, em língua alemã e em caracteres góticos, destinava-se, principalmente, à colônia alemã católica de Curitiba, sendo lançado em 3 de julho de 1902 e circulando até a edição de 31 de dezembro de 1938.

## Fatos históricos
O jornal foi criado para polarizar com o "Der Beobachter", de orientação agnóstica (O Observador), também voltado para a colônia alemã. 
O Der Kompass era dividido em sete seções: Inland, Ausland, Letzte Nachrichten, Allerlei, Zeitvertreib e Anzeigen, respectivamente Interior (noticias locais e do Brasil), Exterior (notícias internacionais, com muito destaque para a Alemanha), Últimas Notícias, Variedades, Entretenimento e Anúncios e esporadicamente apresentava as seções Lachstube (seção de piadas) ou Lustige Ecke (canto divertido).
Durante a Primeira Guerra Mundial, enquanto a neutralidade do Brasil era respeitada, o jornal, bem como toda a comunidade teuto-brasileira, não sofreram perturbações, porém, a  partir de 1917, quando o governo germânico autorizou seus navios de guerra a atacarem embarcações brasileiras, a redação do jornal foi atacada e queimado ("empastelada", como se dizia na época), como em 11 de abril de 1917 e no final de outubro deste mesmo ano (nesta data o Brasil declarou guerra à Alemanha). Sendo assim, de outubro de 1917 até julho de 1919, o Der Kompass foi proibido de circular. 
Em meados da década de 1930, o jornal sofreu mudanças editoriais, muito relacionadas as condições políticas do Brasil com o regime do Terceiro Reich e a partir do novas regras impostas pelo regime do Estado Novo, houve alterações representativas no Der Kompass, incluindo textos em caracteres latino. As transformações políticas no Brasil, entre 1937 e 1938, motivaram o cancelamento do jornal no final de 1938. Entre 1940 e 1942, ocorreram tentativas de ressuscitar o periódico, mas sem sucesso. 